# Henriette Beenfeldt
Henriette Dorthea Beenfeldt, de soltera apellidada Hansen, (Copenhague, 28 de mayo de 1878 - 24 de diciembre de 1949) fue una activista por la paz y feminista danesa que se convirtió en uno de los principales miembros de la Dansk Fredsforening (DF), la sociedad danesa por la paz. Después de experimentar dificultades con los miembros de la junta de DF, se convirtió en miembro entusiasta de la sección danesa de la Liga Internacional de Mujeres por la Paz y la Libertad, llamada Kvindernes Internationale Liga for Fred og Frihed (KILFF), y participó en la junta de la filial de Copenhague. Continuó actuando como una pacifista radical, oponiéndose firmemente al rearme, incluso después de que Dinamarca se uniera a la OTAN en 1949.

## Trayectoria
Nacida el 28 de mayo de 1878 en Copenhague, Henriette Dorthea Hansen era hija del comerciante de tabaco Carl Vilhelm Hansen (1851-1922) y Karen Thorsen (1852-1900). En 1903 se casó con Thor Beenfeldt (1878-1954), un inspector de obras.
Después de que comenzara la Primera Guerra Mundial en 1914, ella y su esposo se convirtieron en activistas por la paz y se unieron a la asociación pacifista Dansk Fredsforening (DF) en 1916. También fue una de las primeras integrantes de Danske Kvinders Fredskæde (Cadena por la Paz de Mujeres Danesas), sección danesa de la Liga Internacional de Mujeres por la Paz y la Libertad. Si bien muchos en el DF consideraban la Cadena por la Paz de Mujeres Danesas como competencia, Beenfeldt argumentó que era una ventaja para la causa pacifista estar representada por más de una organización.
Beenfeldt murió en Copenhague el 24 de diciembre de 1949.